# رایته ایم الپباختال
رایته ایم الپباختال (به آلمانی: Reith im Alpbachtal) یک منطقهٔ مسکونی در اتریش است که در ناحیه کوفستاین واقع شده‌است. رایته ایم الپباختال ۲۷٫۴۱ کیلومتر مربع مساحت دارد ۶۳۷ متر بالاتر از سطح دریا واقع شده‌است.